# نمایش آموزش جنسی
نمایش آموزش جنسی (انگلیسی: The Sex Education Show) یک نمایش تلویزیونی آموزش جنسی بریتانیایی بود. این برنامه توسط آنا ریچاردسون و دکتر رادا مودگیل ارائه شد و از کانال ۴ بریتانیا پخش شد. این نمایش تلویزیونی بریتانیایی در مورد رابطه جنسی با نوجوانان طراحی شده بود و به هر سؤالی که آنان درمورد رابطه جنسی داشتند مانند: تصویر بدن، آمیزش جنسی، بلوغ، روابط و غیره داشتند پاسخ می‌داد.

## سری ۱
سری اول با عنوان نمایش جنسی بود که شامل ۶ قسمت است.و از سپتامبر تا اکتبر ۲۰۰۸ پخش شد.

## سری ۲
سری دوم با عنوان نمایش پورنوگرافی است و شامل ۴ قسمت است. و بین ۳۰ مارس و ۲ آوریل ۲۰۰۹ پخش شد.

## سری ۳
سری سوم با عنوان نمایش جنسی آیا من عادی هستم؟ بود که شامل ۴ قسمت بود که از ۵ تا ۸ ژوئیه ۲۰۱۰ پخش شد.

## سری۴
سری چهارم با عنوان از دلال‌بازی بچه‌های ما دست بردار، در ۱۹ آوریل ۲۰۱۱ در حال پخش بود و به دلیل توقف شدنش زمانش به عقب افتاد، و قسمت آخرش در ۶ دسامبر ۲۰۱۱ پخش شد.

## سری پایانی
سری پایانی یا سری پنجم با عنوان آموزش جنسی بود که شامل ۶ قسمت بود و بین ۱۹ ژوئیه و ۲۳ اوت ۲۰۱۱ پخش شد.